# Kreis Lippe
Kreis Lippe er en kreis i den østlige del af delstaten Nordrhein-Westfalen i Tyskland. Den ligger i regeringsdistriktet Detmold i den tyske delstat Nordrhein-Westfalen. Kreis Lippe har et areal på 1.246  km² og et indbyggertal på 348.391(2018, 2019) indbyggere.

## Byer og kommuner
Bykommuner (Städte)
1. Bad Salzuflen (54127)
2. Barntrup (8587)
3. Blomberg (15154)
4. Detmold (74388)
5. Horn-Bad Meinberg (17178)
6. Lage (35047)
7. Lemgo (40696)
8. Lügde (9448)
9. Oerlinghausen (17286)
10. Schieder-Schwalenberg (8475)

Landkommuner (Gemeinden)
1. Augustdorf (10046)
2. Dörentrup (7720)
3. Extertal (11091)
4. Kalletal (13605)
5. Leopoldshöhe (16282)
6. Schlangen (9261)